# Семіл
Семіл (*д/н —після 805) — князь лужицького племені далемінчан (гломачів) з кінця VIII ст.

## Життєпис
Про цього слов'янського володаря відомо недостатньо. На початку IX ст. разом з іншими лужицькими князями Милидухом і Несітом очолив повстання проти Франкського королівства. разом з цими князями здійснював походи на землі франків.
У відповідь у 805 році Карл Великий рушив проти далемінчан, у результаті запеклої боротьби Семіл зазнав поразки, вимушений був визнати зверхність короля франків, надавши як заручників двох своїх синів.